# Elex Pipe

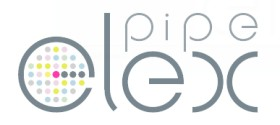
Elex Pipe

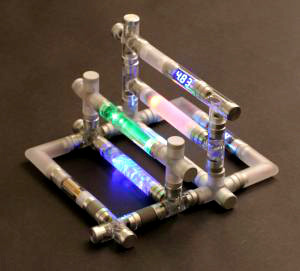
Elex Pipe - 3D Elektronikus építő játék

Az Elex Pipe egy 3 dimenziós elektronikai építőjáték, melynek segítségével stabil és látványos 3 dimenziós elektronikus szerkezeteket lehet felépíteni. Az Elex Pipe lehetővé teszi, hogy bárki könnyedén megértse az elektronika működését mivel egyszerűvé teszi a működő és látványos áramkörök felépítését.

## Történet

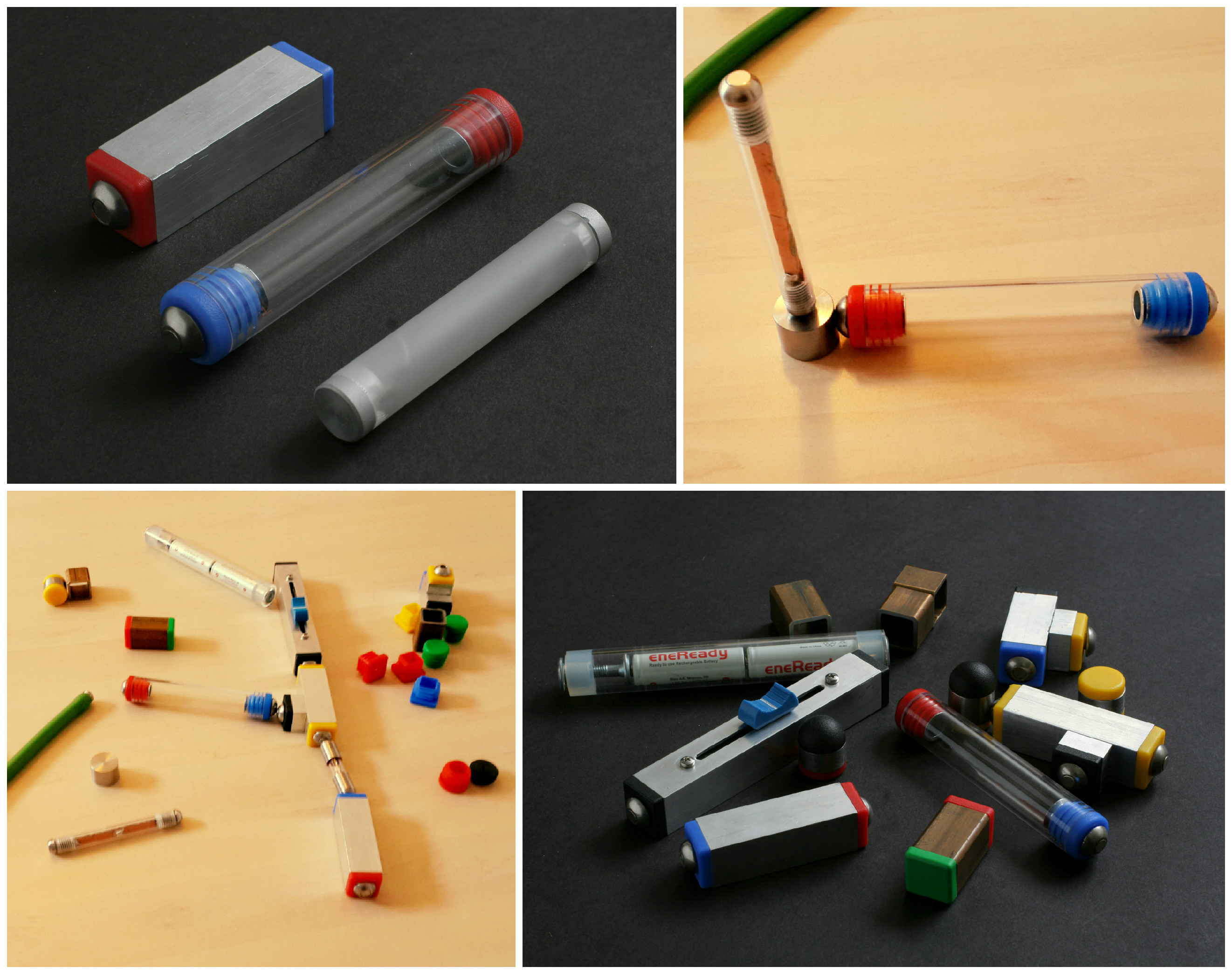
Elex Pipe prototípusok

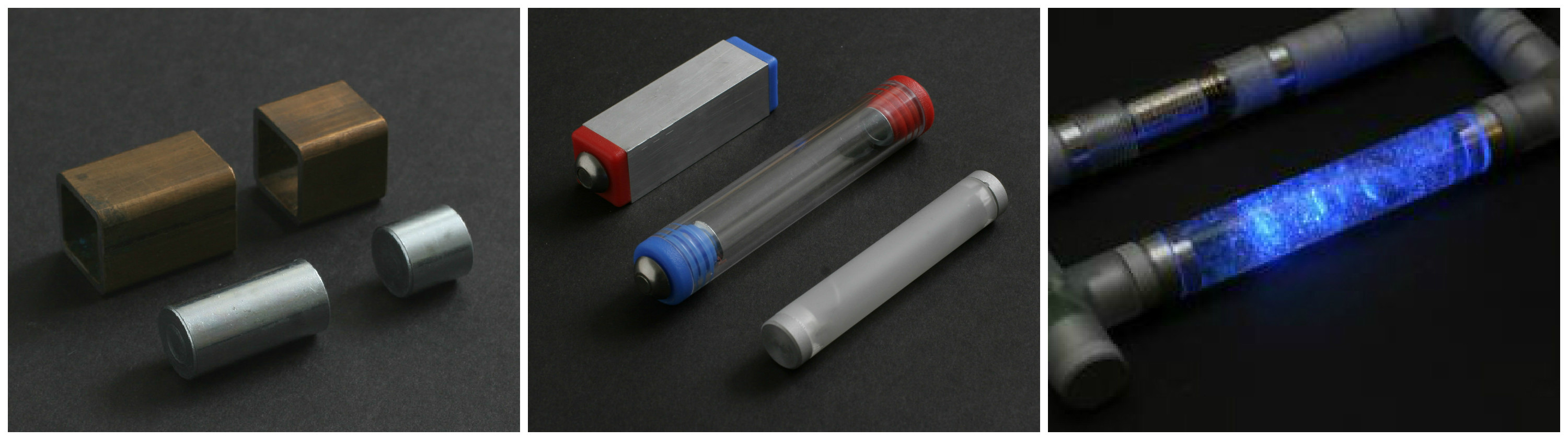
Az Elex Pipe fejlődése

Az Elex Pipe célja, hogy felkeltse a fiatalabb korosztály érdeklődését az elektronika és a fizika iránt. Továbbá, hogy mindenki számára érdekessé és érthetővé tegye az elektronika működését. Már a kezdetektől az alábbi irányelvek jellemezték az Elex Pipe megalkotását: „minőségi anyagok felhasználása, modern megjelenés és az egyszerű kapcsolat az elemek között”.
2010 és 2011 között született meg a játék ötlete azonban a megalkotása csak később kezdődött el.
2013-ban kezdődött meg az Elex Pipe fejlesztése. Az első verziók zárt, alumínium vázból készültek, színes műanyag záróelemekkel, ezekbe illesztették bele a mágneseket.
2014 első felében a zárt elemek használatát felváltották a plexi csövek - ezáltal láthatóvá vált az elemek belső része. A cső végleges anyagának és méretének meghatározása után a végzáró elemek kiválasztása következett. A különböző változatok után, alumínium záró dugók kerültek az alkatrészek végeire, a elemek belsejébe pedig erős föld mágnesek és különböző ólommentes nyomtatott áramkörök, melyek ezüst vagy 14 karátos aranybevonattal készülnek.
2014 második felében megkezdődött a három dimenziós (3D) részek elkészítése. Ez az amitől az Elex egy három dimenziós építőjátékká vált. A különböző elemeknél alkalmazott megoldások a három dimenziós részeknél is jól működtek. 

2015-ben a játékot olyan különböző speciális elemekkel bővítették, mint a beépített ledek, feszültségmérő vagy a lézer.

A számos kísérletezést és prototípust követően az Elex Pipe végleges formája modern, szép és kecses lett.

## Az Elex Pipe felépítése és működése

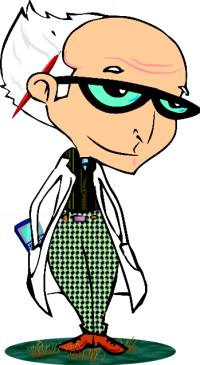
Elex Professzor

Az Elex Pipe egy olyan játék amit nem lehet elrontani, hiszen a próbálkozások és kísérletezések nem okoznak kárt az egyes elemekben, alkatrészekben. A játék során az építés egyszerű, nincs szükség vezetékek csatlakoztatására és ellenőrzésére ahhoz, hogy minden jól érintkezik-e, mivel könnyedén, külső eszközök nélkül lehet összekapcsolni az egyes alkatrészeket. Az elemek végeibe épített mágnesek erős és biztonságos kötést hoznak létre. Az átlátszó plexi burkolat megvédi az alkatrészeket, miközben láthatóvá teszi, hogy mi zajlik a háttérben.
Az Elex Pipe-hoz tartozik egy ingyenes telefonos applikáció, amely alkalmazás végig vezeti a felhasználót az elektronika világán és a legegyszerűbb kapcsolatoktól az egészen összetett kapcsolásokig végig a segítségére lesz. Az alkalmazás képes jeleket juttatni a játékba hullámformák, hangok és zenék formájában. (Például lehetőség van egy kivezérlés jelzőt építeni, ami az okos-telefonon lejátszott zene ütemére villog.) Okostelefonnal nem csak jeleket lehet adni a játéknak, de mérni is lehet vele az összerakott áramkörökben keletkező jeleket.
A játék során egy segítőtárs is felbukkan, Elex Professzor személyében, aki a játék „feltalálója”. Ő kalauzolja a játékost az elektronika és fizika varázslatos világában, különböző feladatok, fantasztikus kísérletek és számos oktató videó révén.
Néhány oktatóvideó Elex Professzorral:

First ELEXperiment

Second ELEXperiment

Third ELEXperiment

## Az Elex Pipe szerepe az oktatásban
Az Elex Pipe egy kiváló készségfejlesztő oktatási segédeszköz, amely fejleszti a fiatalok problémamegoldó képességét, kreativitását és alkotóerejét. Az interaktív tanulás révén a diákok motiváltak és érdeklődnek lesznek a különböző természettudományi területek iránt.
Az Elex Pipe ötvözi a digitális és materiális játékok előnyeit. Az okos-telefonok, táblagépek és PC-k térhódítását nem lehet és nem is szükséges megakadályozni hiszen a fiatalok az innováció kulcsa. Az Elex mobiltelefonos alkalmazása és oktató videói révén korszerűsíti az elektronikai ismeretek elsajátítását.
A különböző technikák és technológiák rohamos fejlődése miatt, minden szakterületen növekvő elvárás az elektronikai ismeretek illetve azok magabiztos használata, ezáltal elengedhetetlen a digitális kompetencia folyamost fejlesztése. Az Elex-szel mindenki felfedezheti milyen szórakoztató is tud lenni ez a folyamat melyet az élet különböző területein is könnyedén alkalmazhatunk.

## Egyedi formaterv a biztonságos játékért

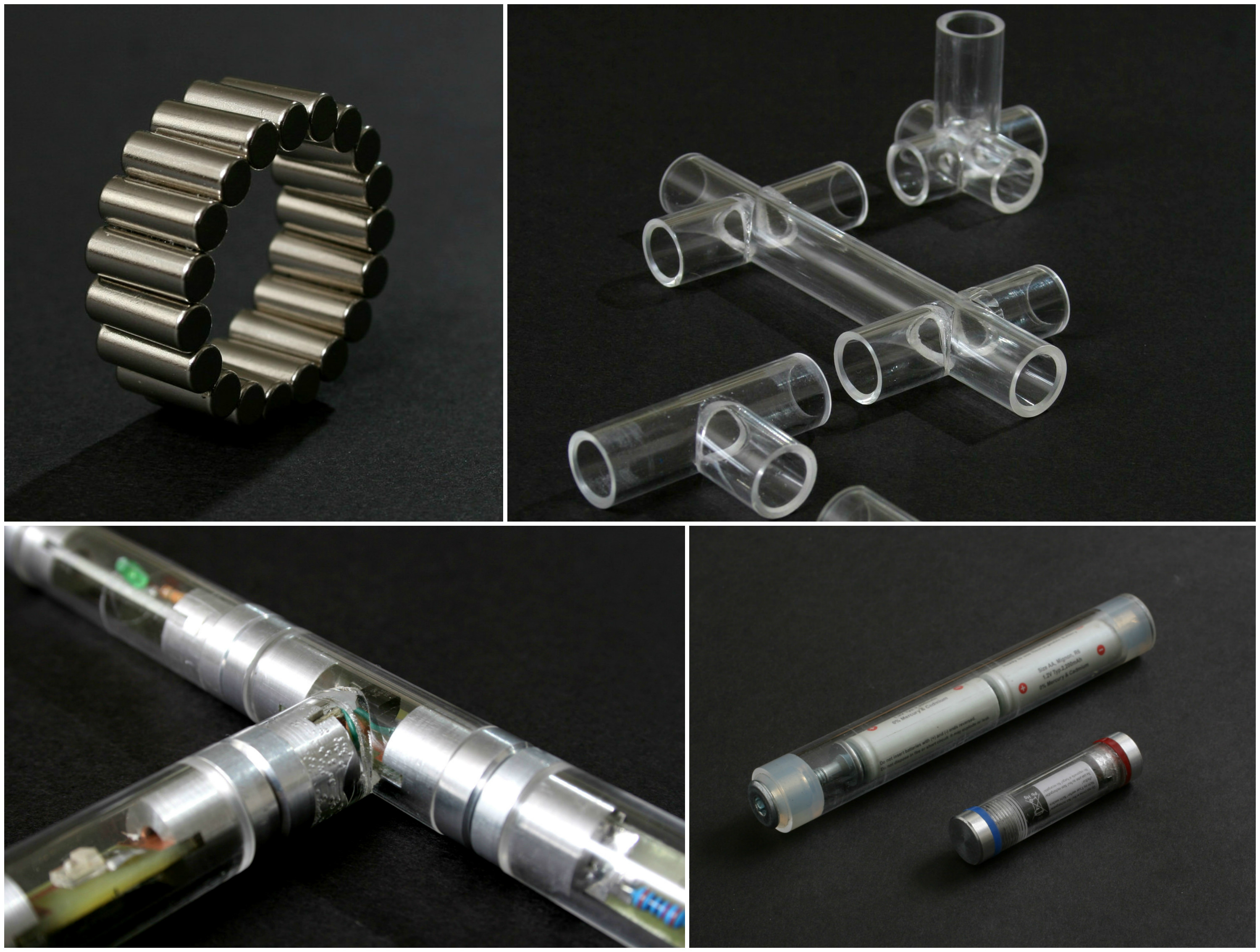
Elex Pipe elemei

Az Elex Pipe kialakításának köszönhetően a játék rendkívül biztonságos. Az elemek átlátszó plexi csövekből készültek, melyek a kiváló elektromos szigetelés révén és a jó kopásállóság, illetve karcolódásmentesség miatt megvédik a felhasználót és az elektronikus alkatrészeket egyaránt. Az átlátszó plexi burkolaton keresztül jól megfigyelhető mi folyik a háttérben anélkül, hogy kárt tennének az elemekben.
Az Elex Pipe elemei erős mágnessel kapcsolódnak egymáshoz, mivel minden elem végeiben erős mágnesek találhatóak. Ezek a mágnesek láthatatlan erőként vonzzák egymáshoz az egyes elemeket. A mágneses kapcsolódás nagy előnye, hogy nem szükséges a kábelekkel és a vezetékekkel bajlódni.
A lenyűgöző formatervezés és a kiváló minőségű anyagok felhasználása révén az Elex Pipe modern és kecses külsővel rendelkezik, miközben tartós és biztonságos.
Az Elex Pipe alkotórészei: víztiszta plexi cső a jó láthatóságért, könnyű és erős alumínium záró dugók, erős föld mágnesek és különböző ólommentes nyomtatott áramkörök, melyek ezüst vagy 14 karátos aranybevonattal készülnek.

## Elemek és verziók

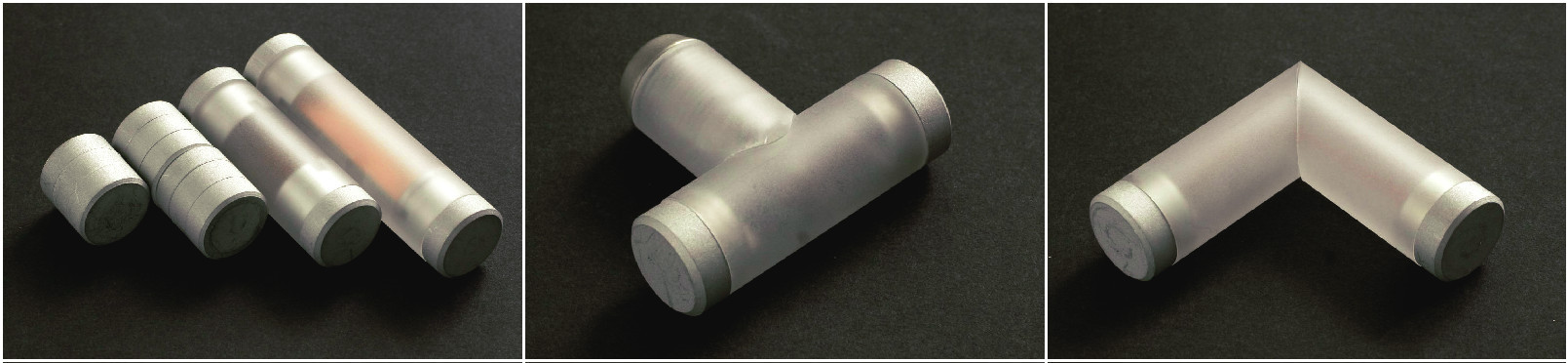
Sima Elemek

### Sima elemek
Különböző hosszúságú egyenes elemek, T elem, Tetragon elem, Sarok elem

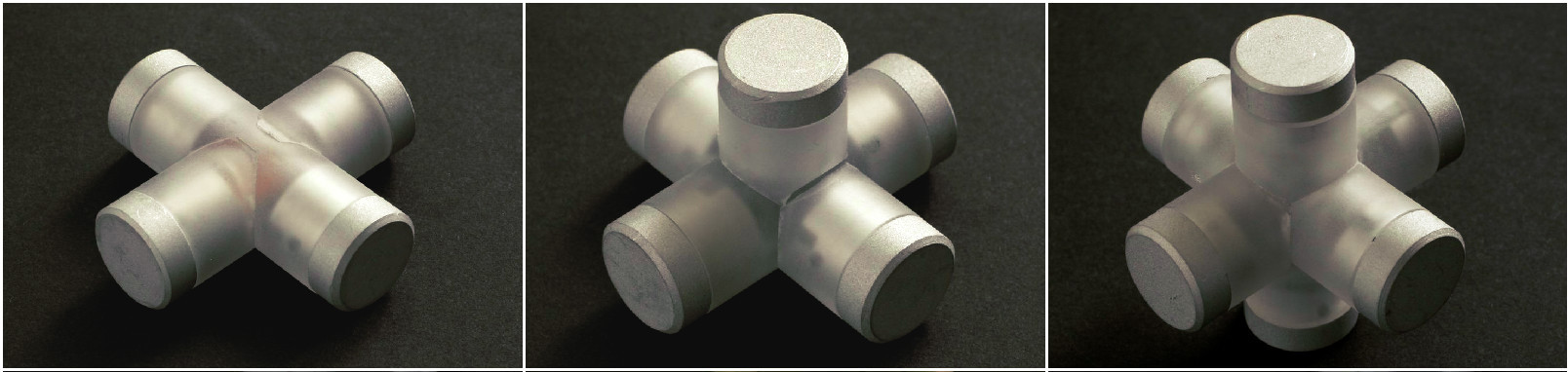
3D Elemek

### Három dimenziós elemek

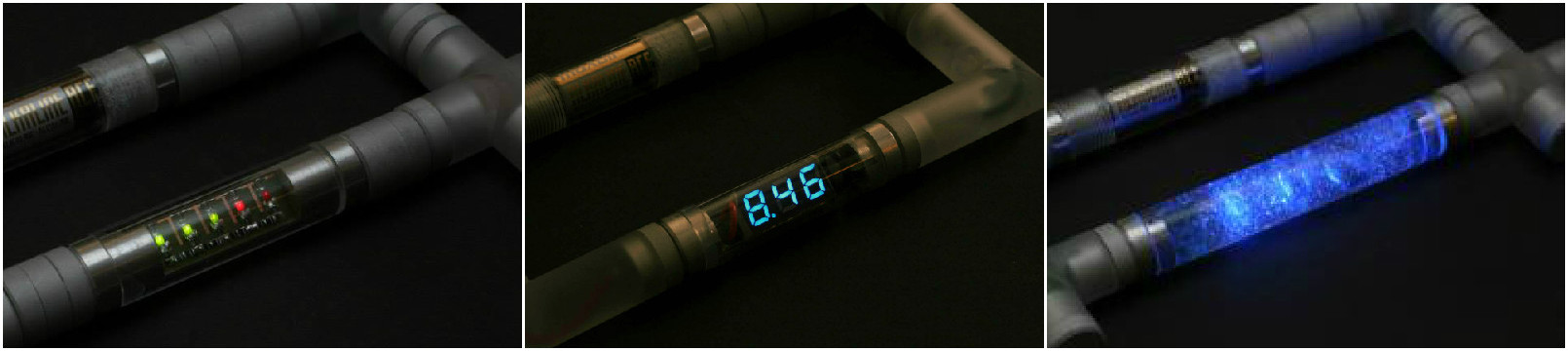
Speciális Elemek

Pentagon elem, hexagon elem.

### Speciális elemek, kiegészítők
Kapcsolók, beépített Led, speciális géllel töltött ledes elem, stb…

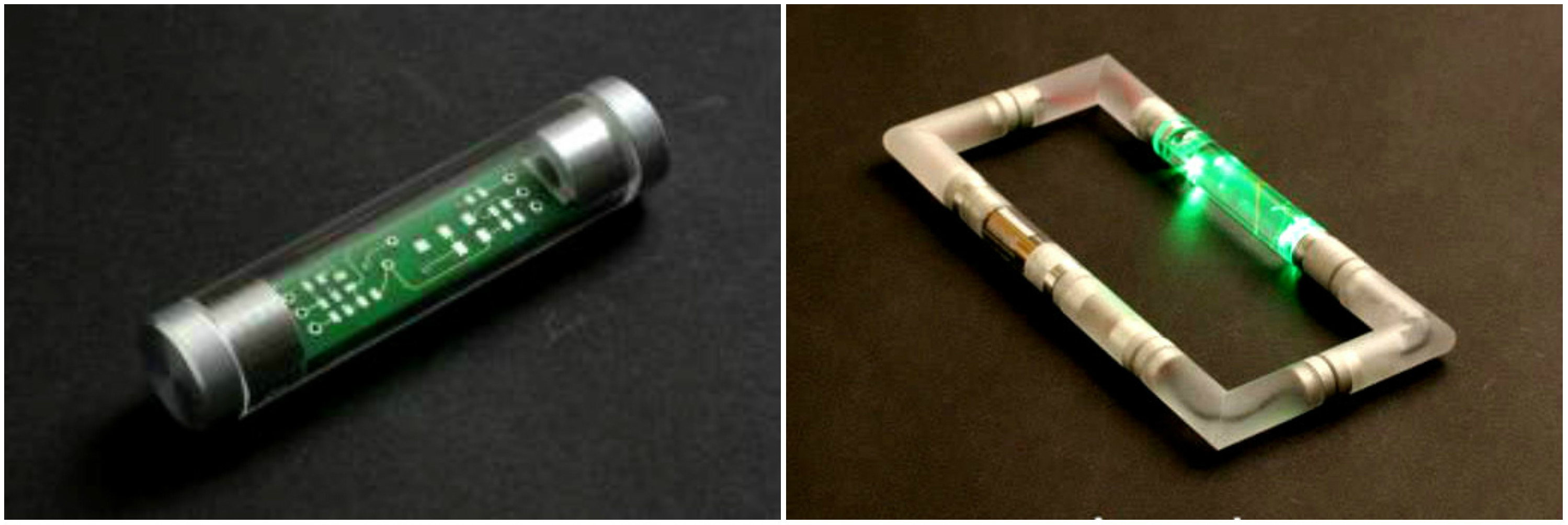
Réz verzió

### Réz verzió
Ez az Elex Pipe alapverziója. Az alap NYÁKot magas minőségű, zöld lakkozású nyomtatott áramkör adja.

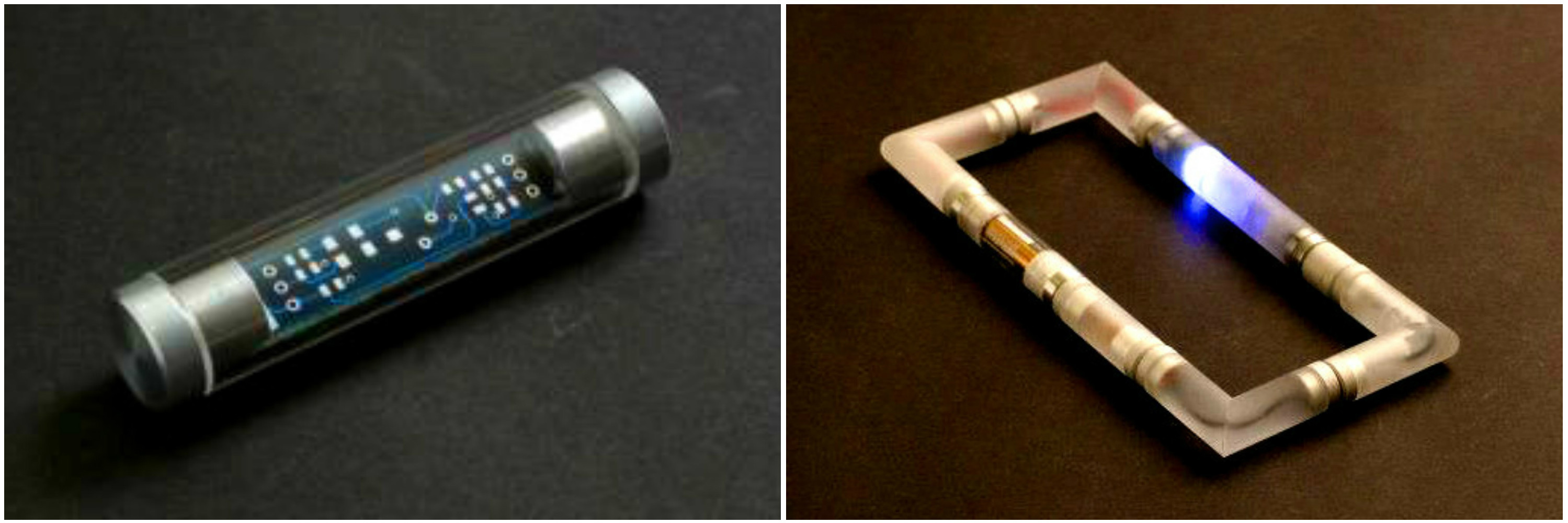
Ezüst verzió

### Ezüst verzió
Ez a verzió onnan kapta a nevét, hogy minden forrasztási felületet és érintkezőt ezüstbevonattal látnak el. Az alap nyákot magas minőségű, kék lakkozású nyomtatott áramkör adja.

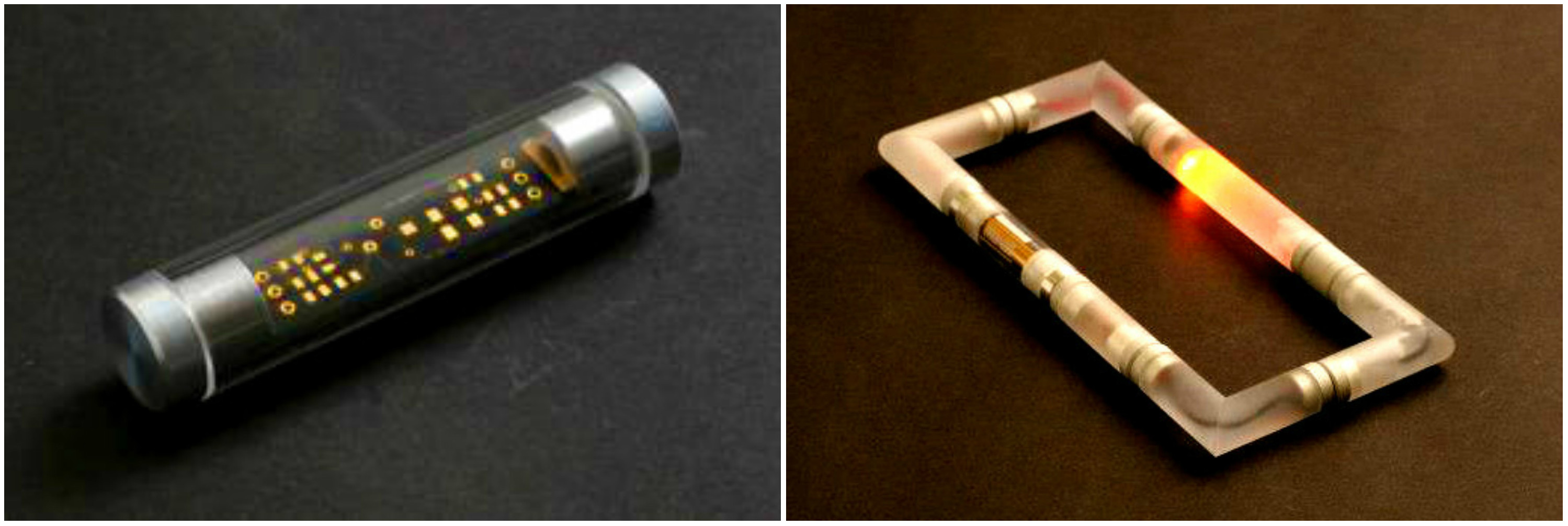
Arany verzió

### Arany verzió
Az arany verzió onnan kapta a nevét, hogy minden forrasztási felületet és érintkezőt 14 karátos aranybevonattal látnak el. Az alap nyákot magas minőségű, fekete lakkozású nyomtatott áramkör adja.
Minden alkatrészt ólommentes forrasztással helyeznek ezen a NYÁK lemezen.

## Galéria

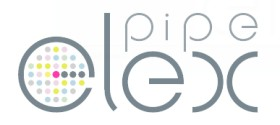
Elex Pipe logó
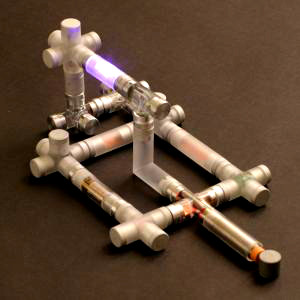
Elex Pipe - 3D Elektronikus építő játék
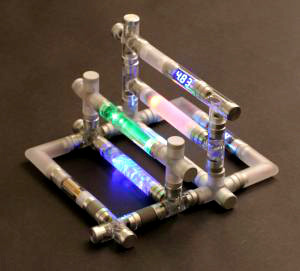
3D építmény
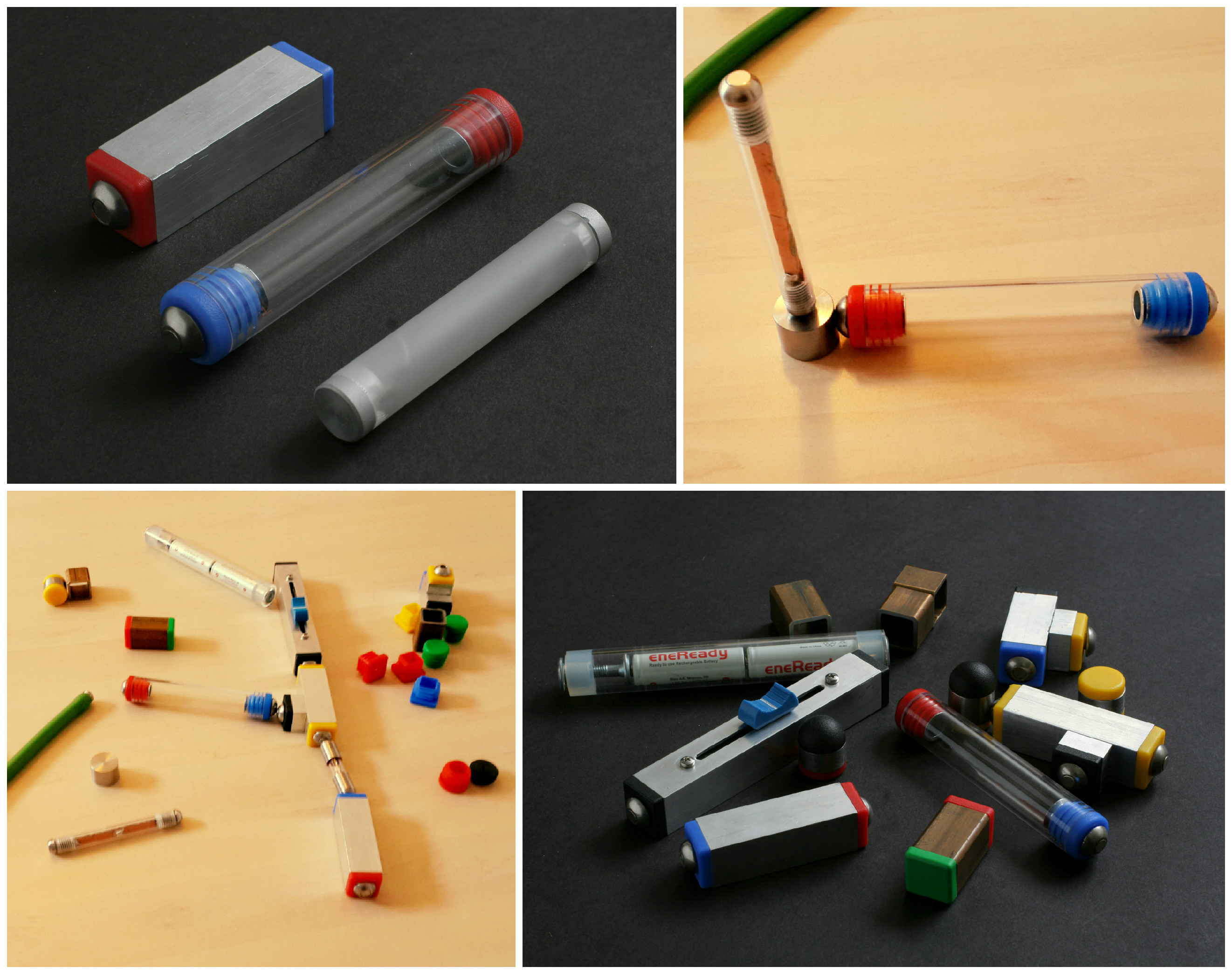
Elex Pipe prototípusok
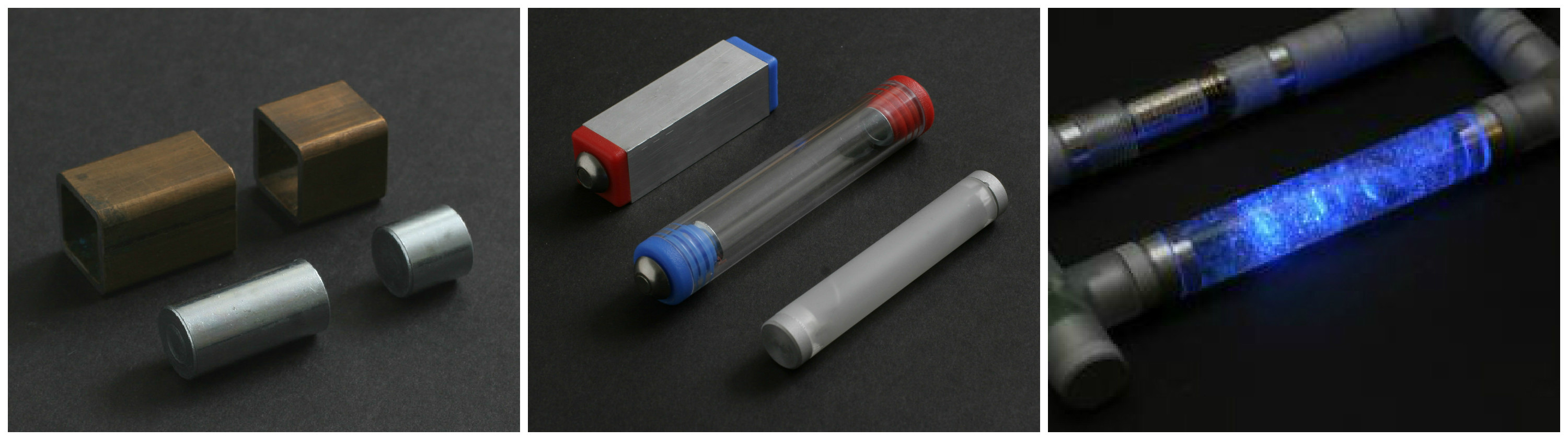
Az Elex Pipe fejlődése
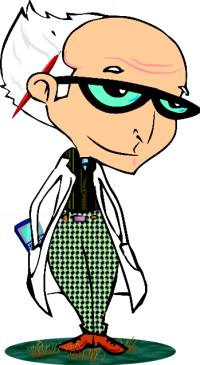
Elex Professzor
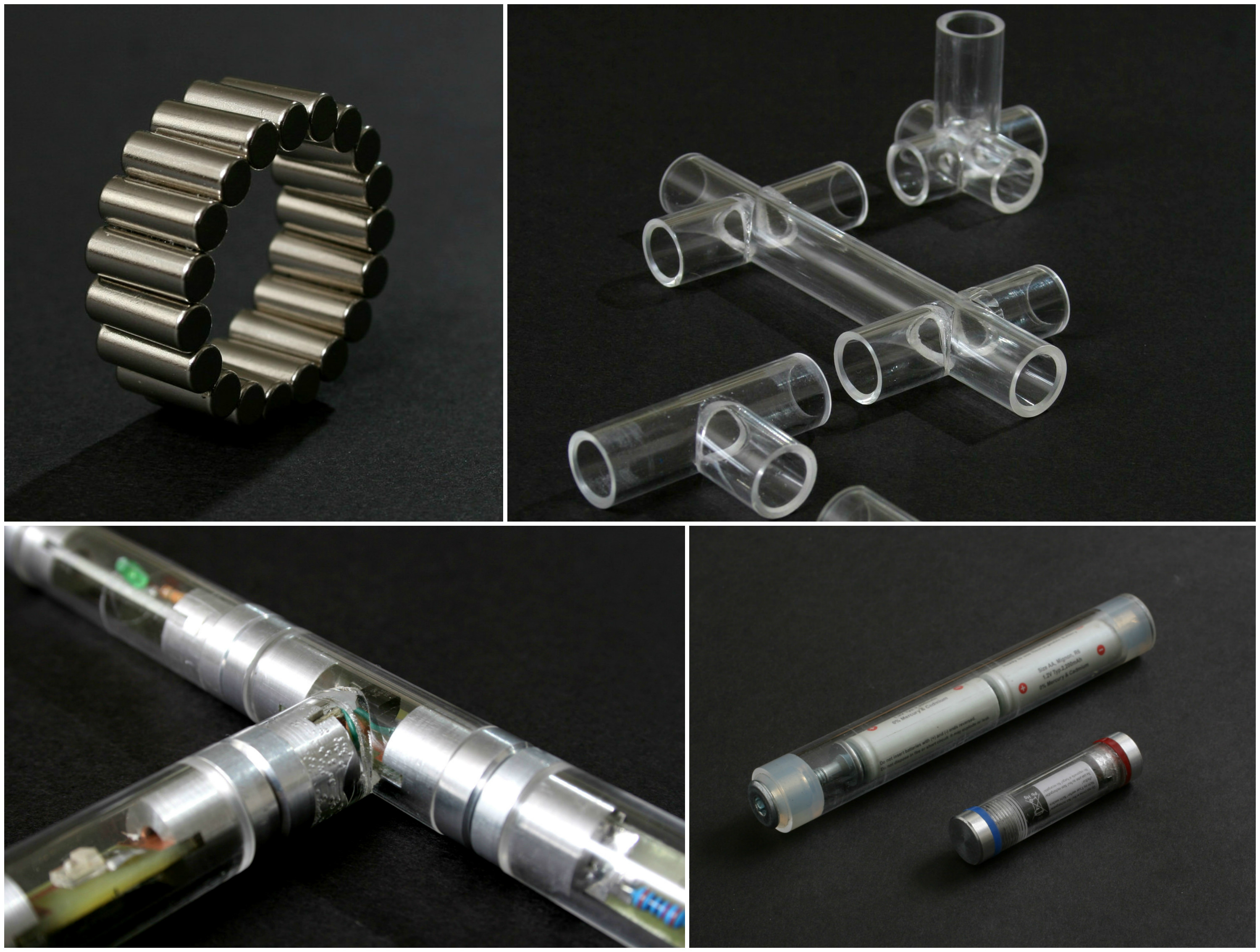
Elex Pipe elemei
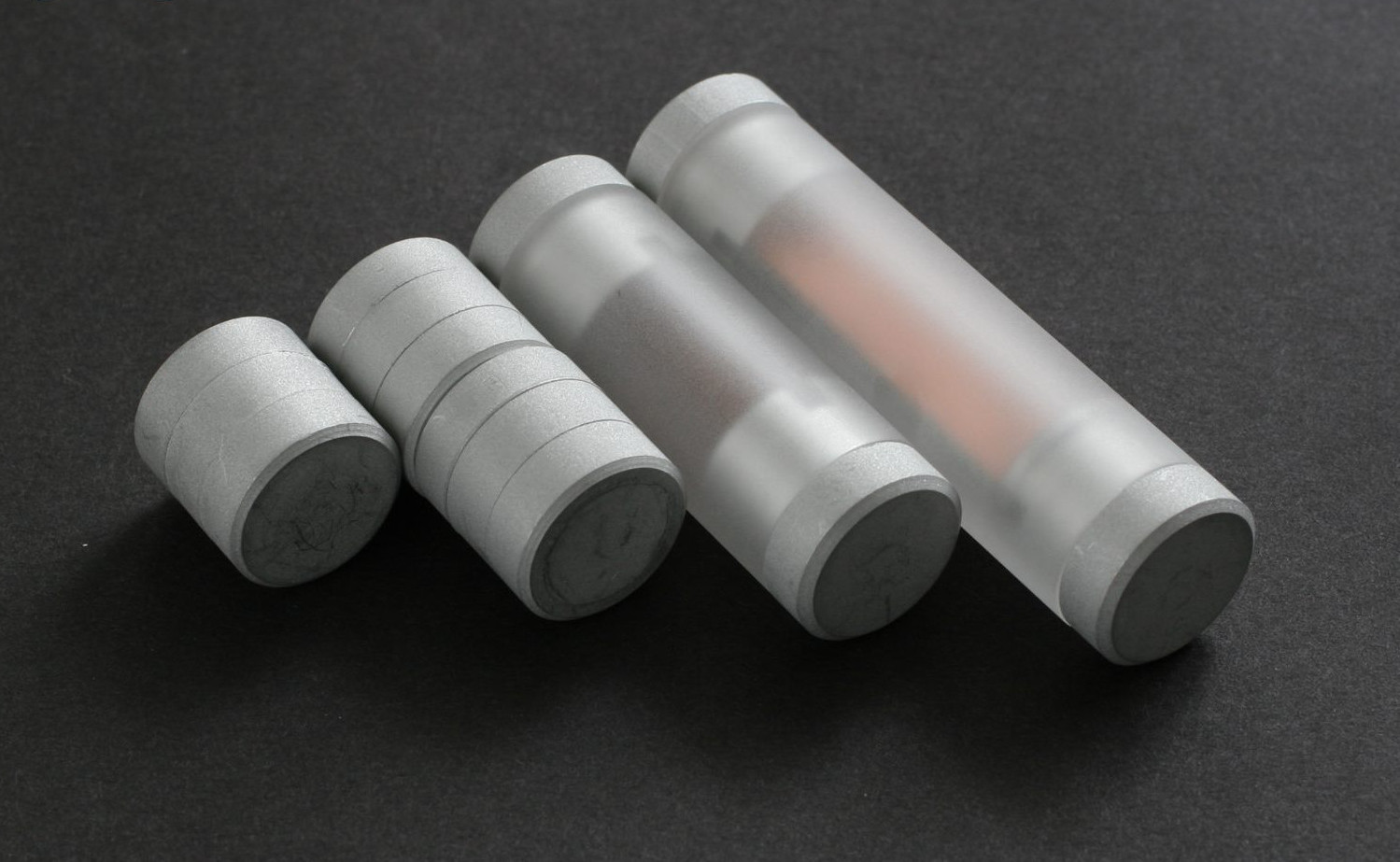
Egyenes elemek
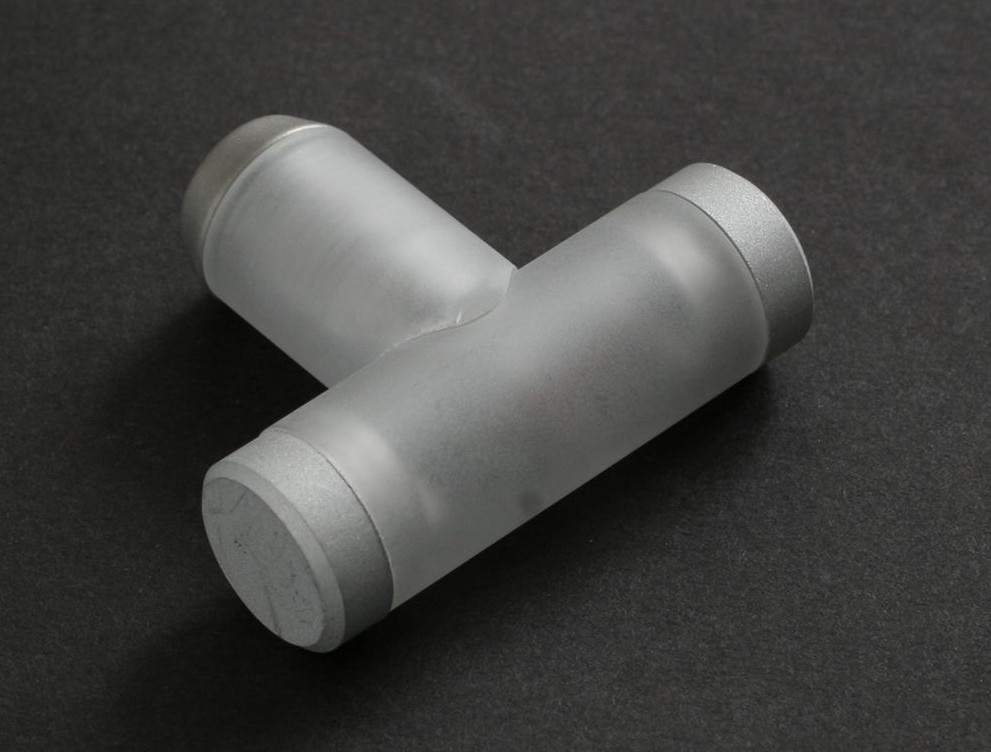
T elem
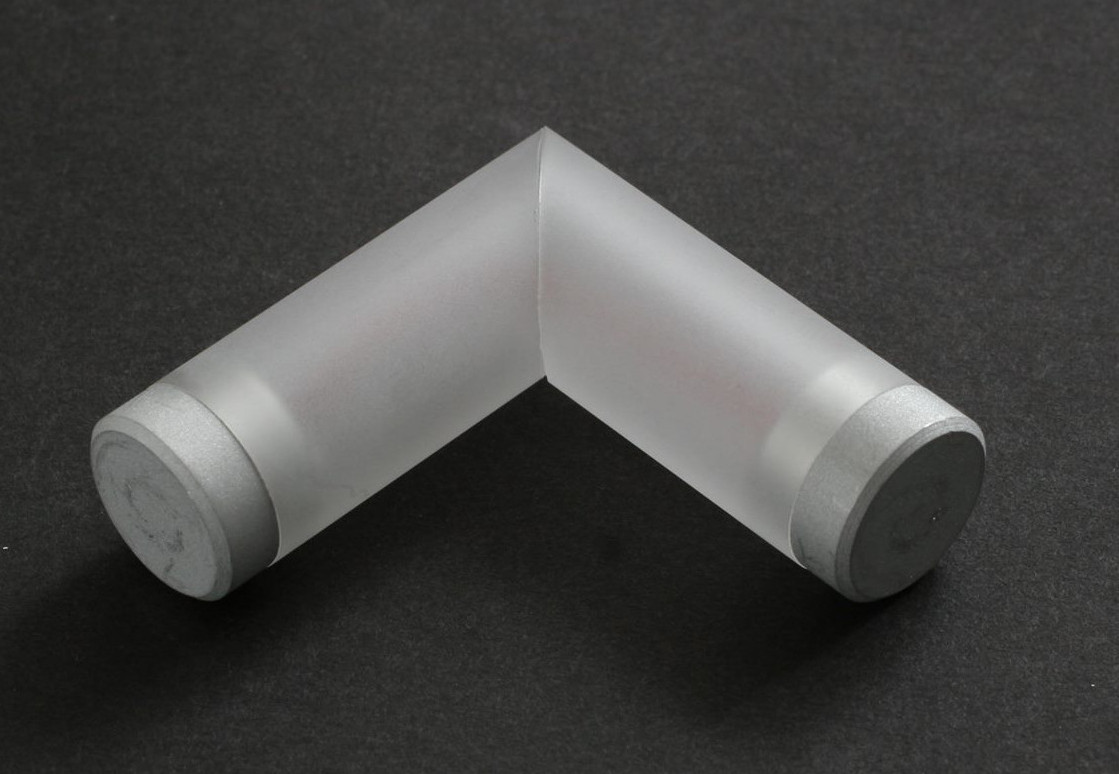
Sarok elem
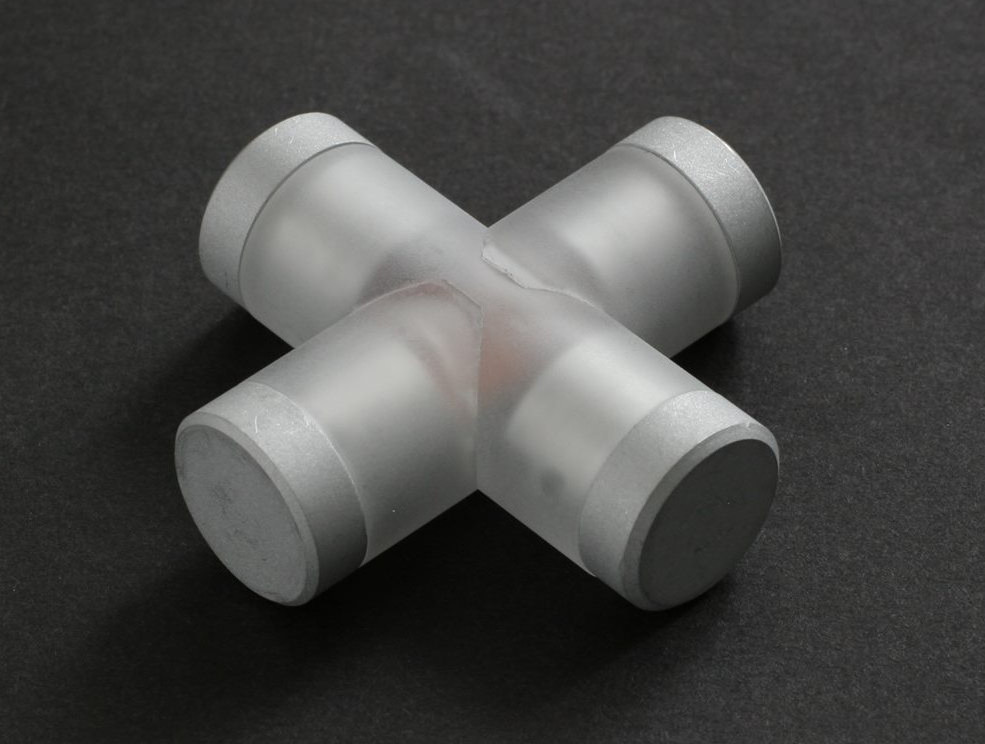
Tetragon elem
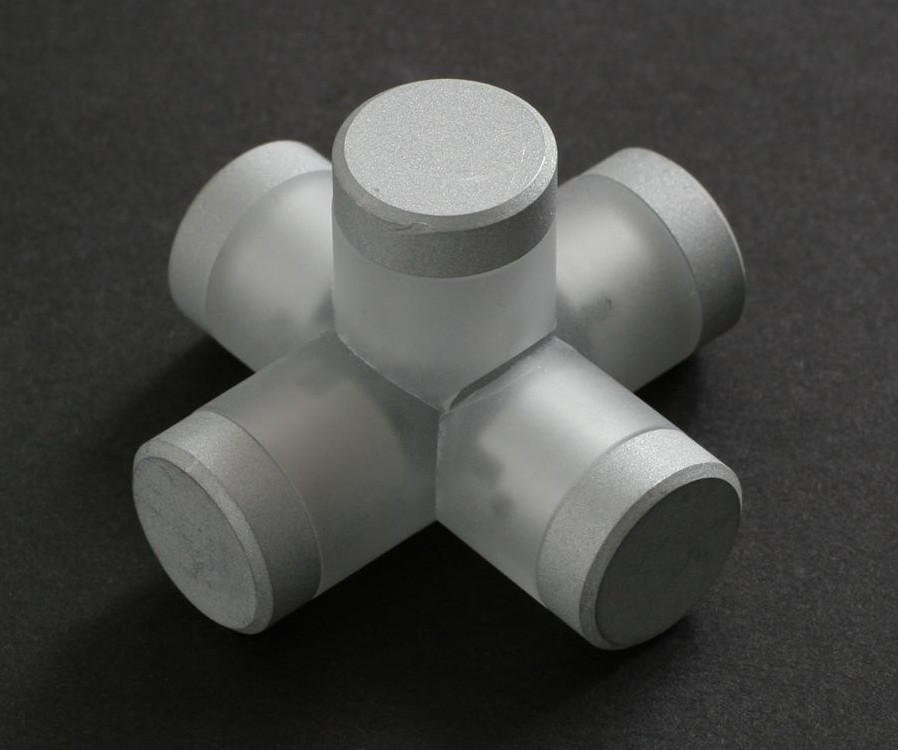
Pentagon elem
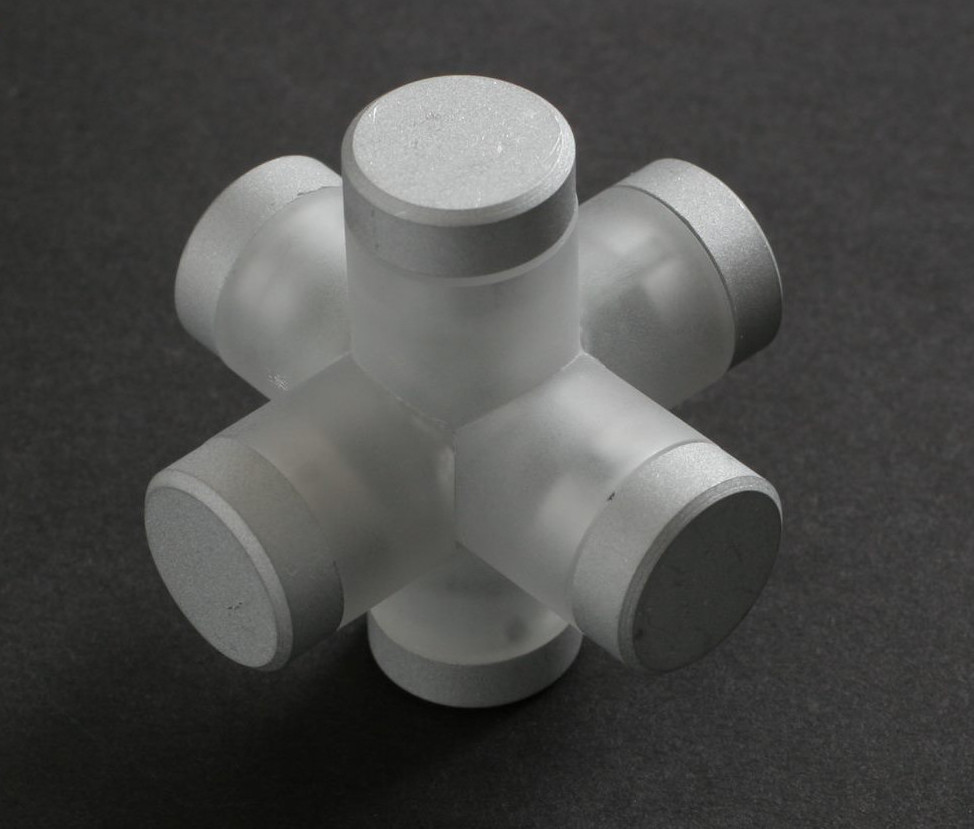
Hexagon elem
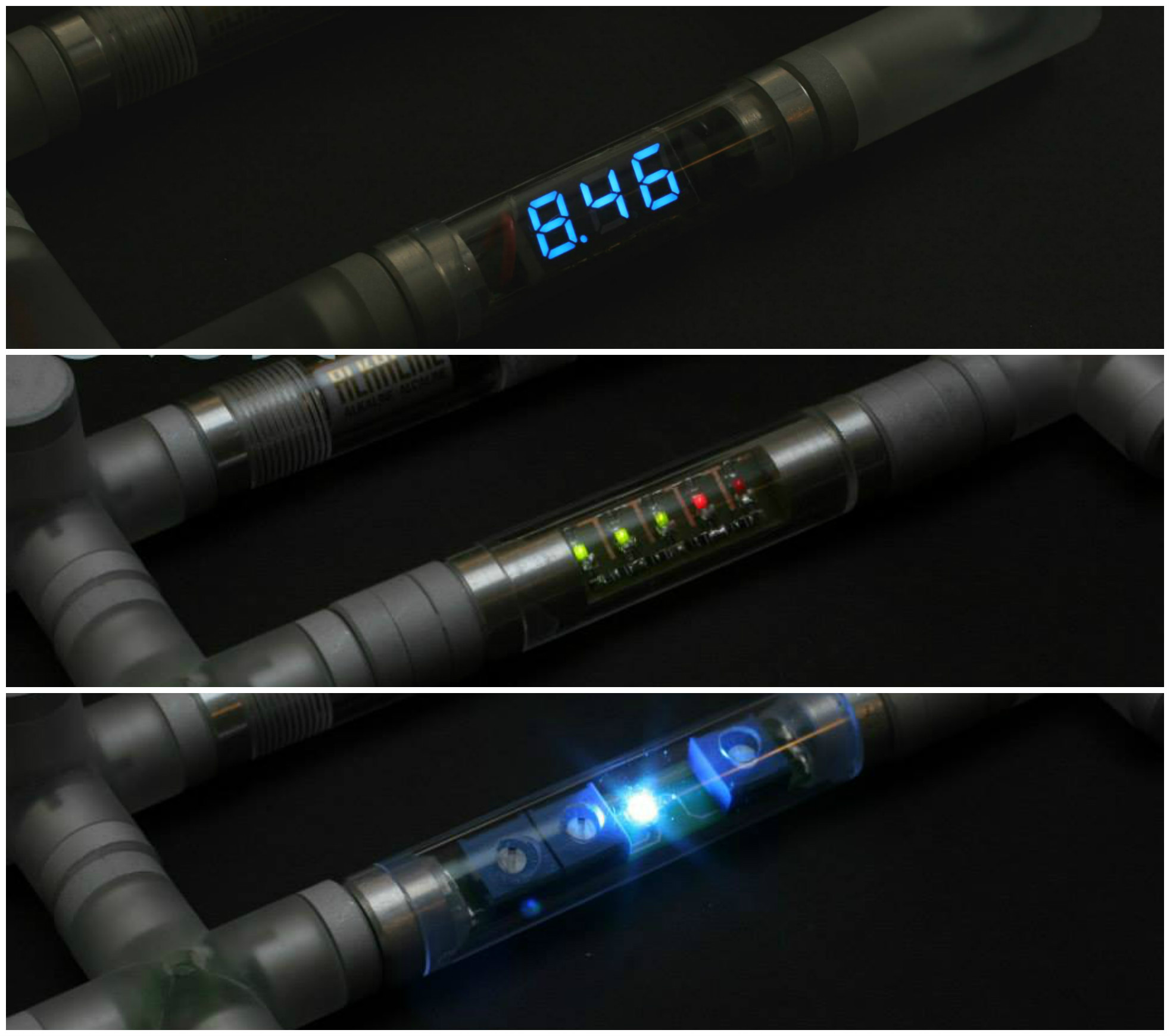
Speciális Elemek
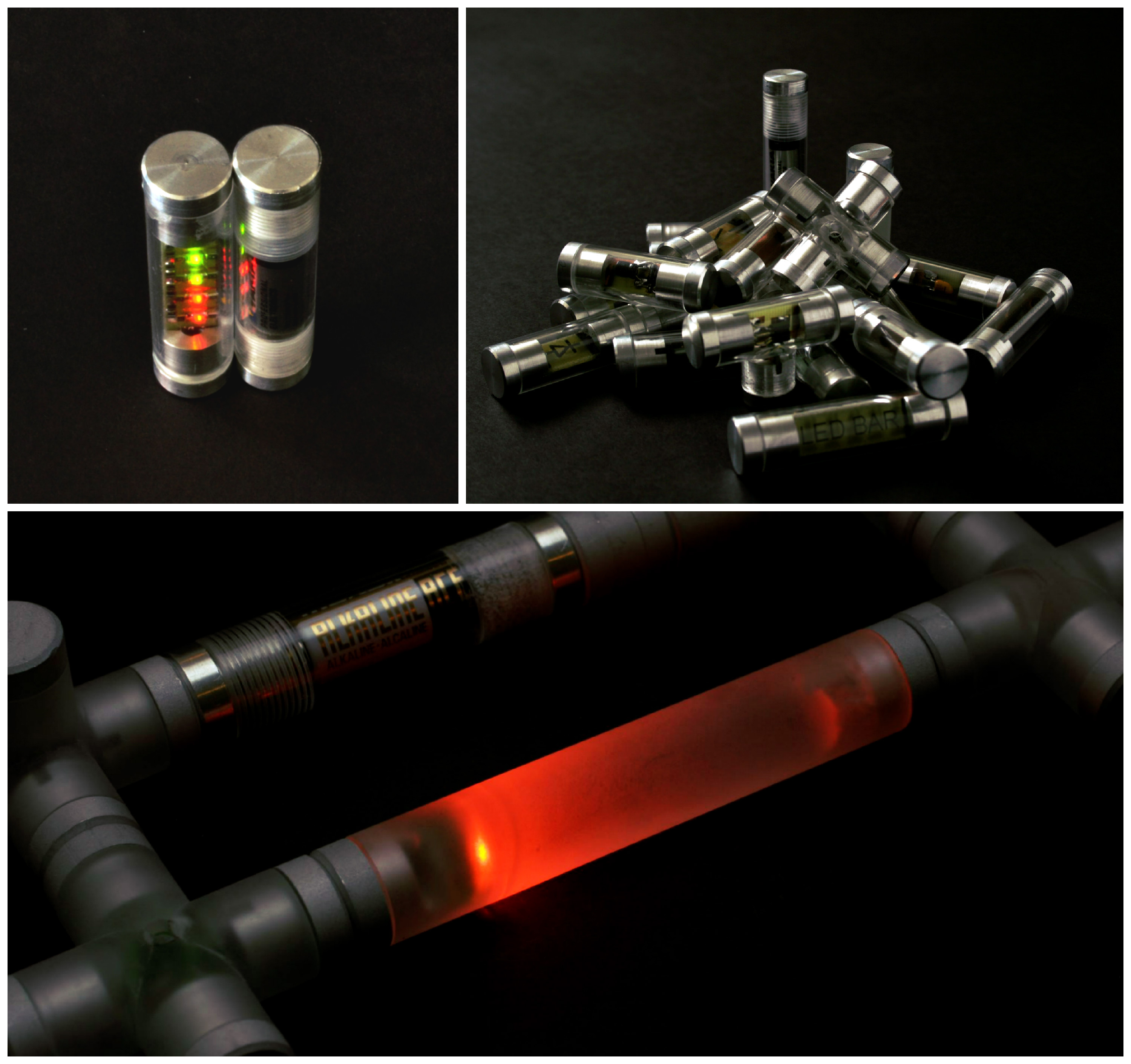
Speciális Elemek
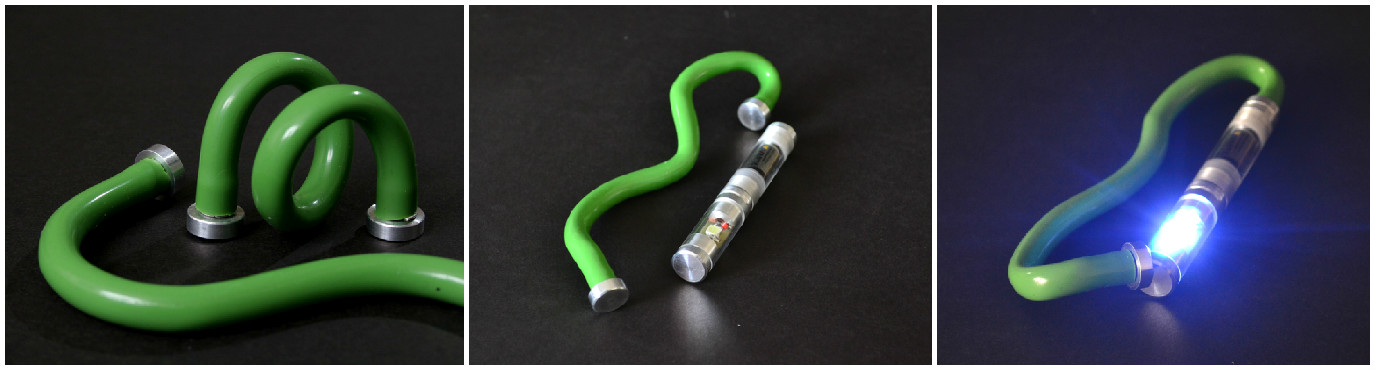
Flexi Elex
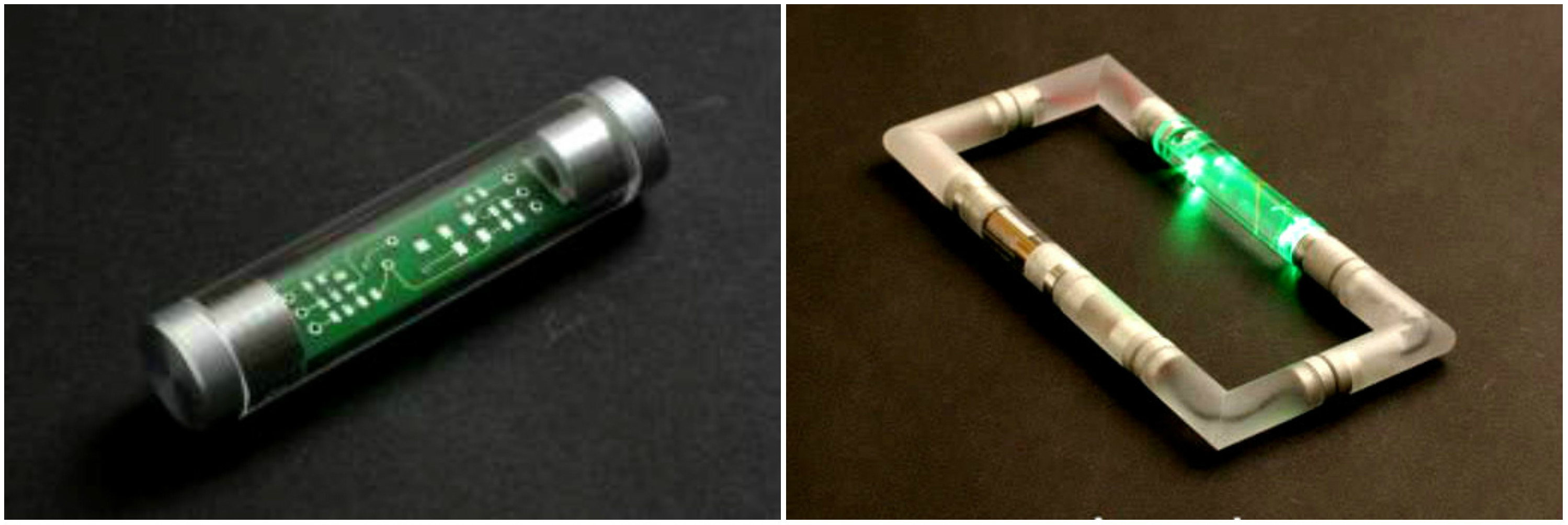
Réz verzió
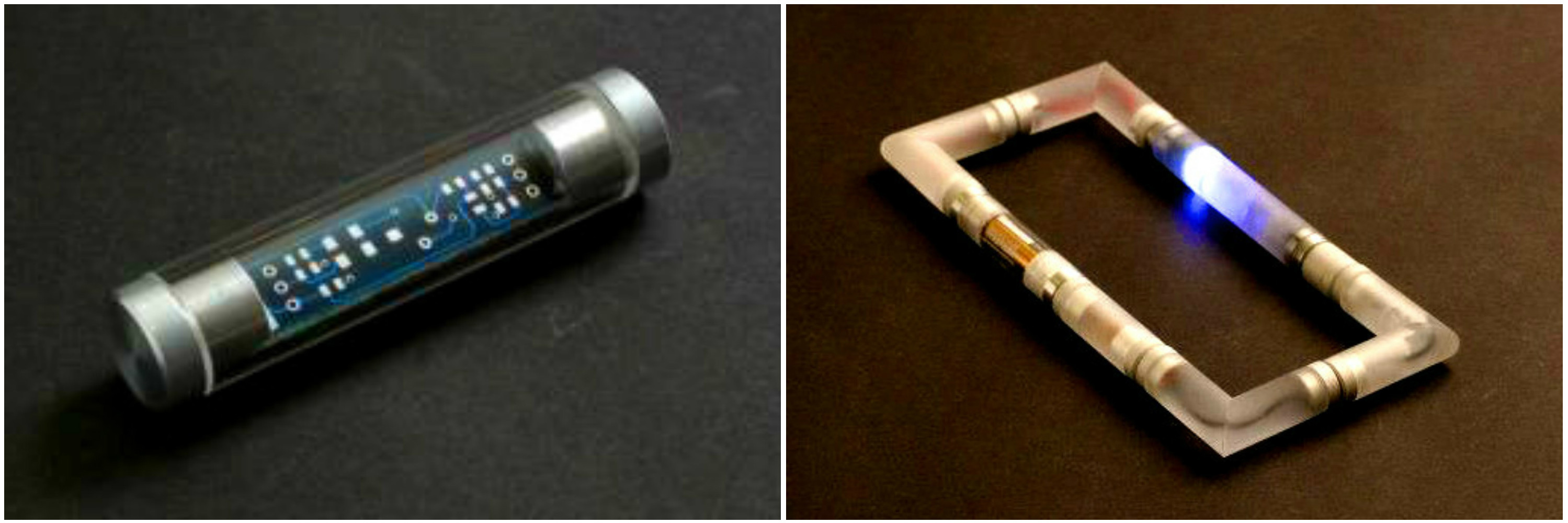
Ezüst verzió
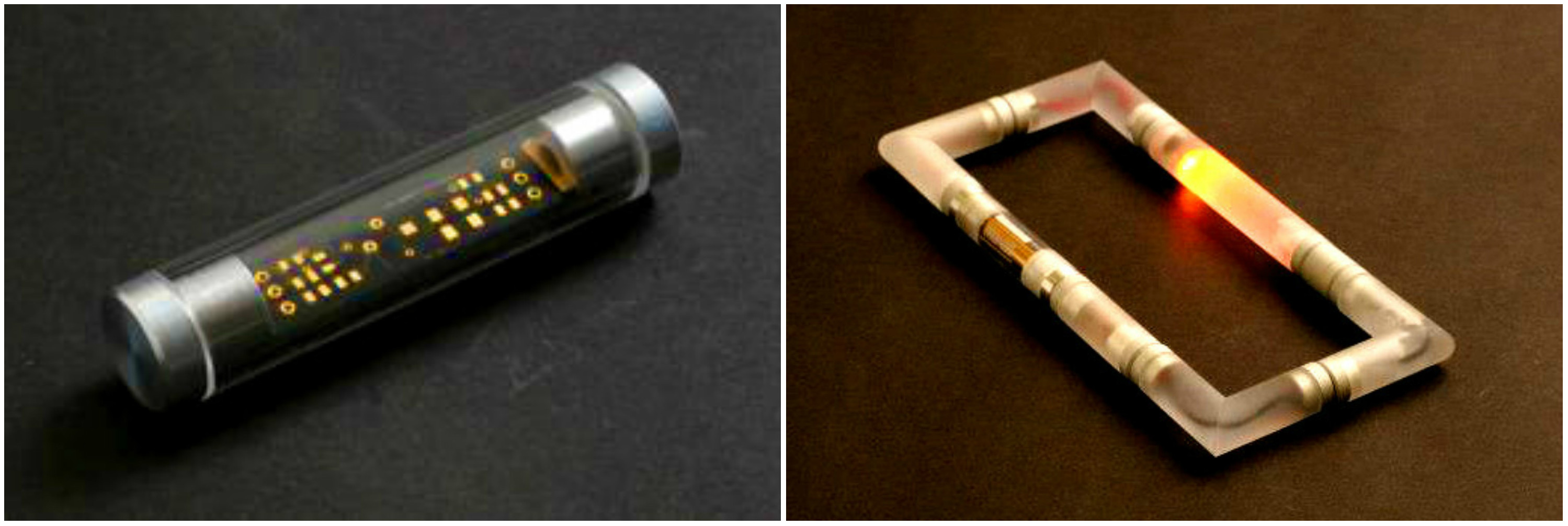
Arany verzió
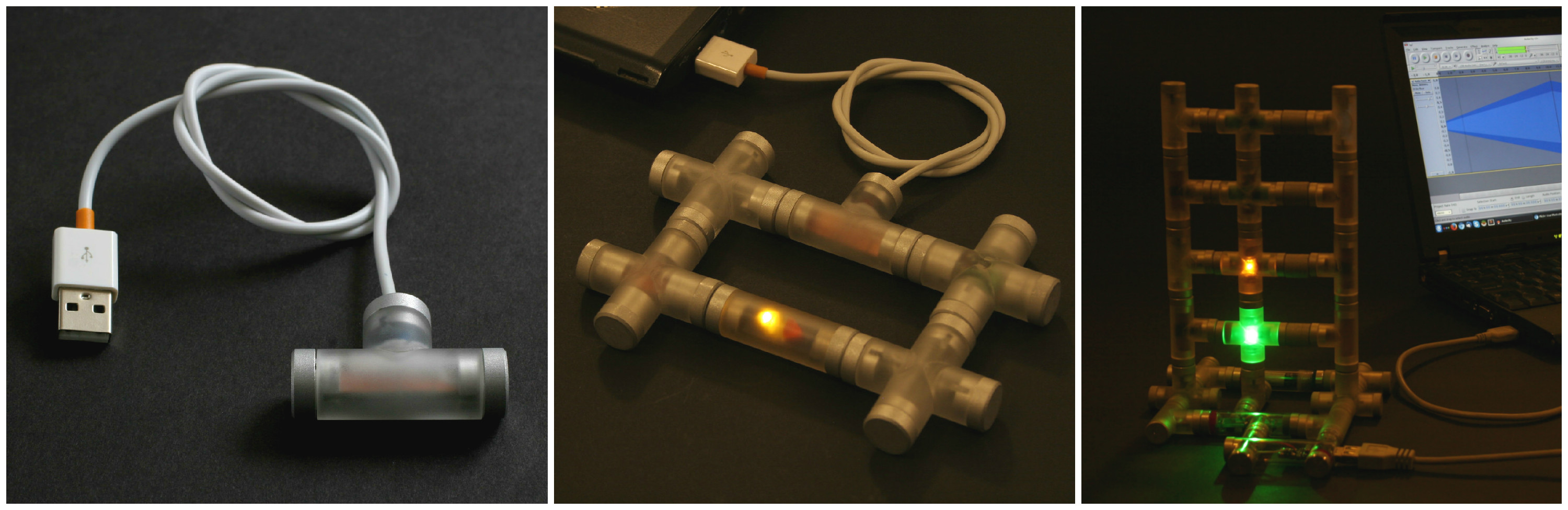
Elex Pipe használat PC-vel
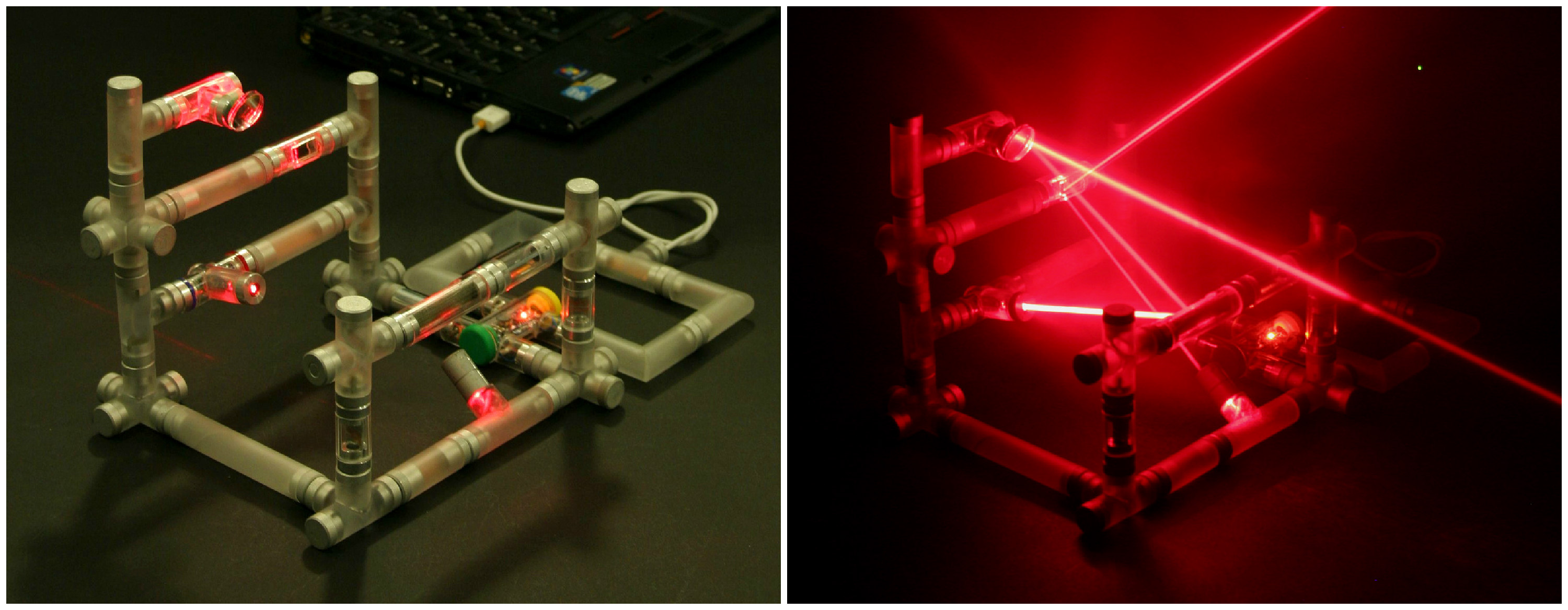
3D építmény lézerrel